# أسغارد (ستارغيت)
الأسغارد هم جنس خيالي شديد التقدم في سلسلة الخيال العلمي ستارغيت إس جي 1 وستارغيت أتلنتس. ظهروا أول مرة في حلقة ثور هامر(Thor's Hammer) أو مطرقة ثور بالموسم الأول من مسلسل ستارغيت إس جي 1. اتحدوا مع الأرض في مواجهة اخطار عديدة كالمتضاعفين والغواؤلد والاوراي.
يتواجدون بمجرة أيدا وكانوا جزء من تحالف قوي تكون منذ آلاف السنين من أربعة اجناس مختلفة هم القدماء (Ancients)، والنوكس (Nox)، والفيرلنغز (Furlings)، والاسغارد (Asgard).
قام الاسغارد منذ آلاف السنين بزيارة الأرض وقاموا بحمايتها من الغواؤلد كما قاموا بحماية عدد من الكواكب المختلفة بالمجرة والتي تقع تحت معاهدة الكواكب المحمية التي تمت بينهم وبين الغواؤلد.